# Celina hubbelli
Celina hubbelli är en skalbaggsart som beskrevs av Young 1979. Celina hubbelli ingår i släktet Celina och familjen dykare. Inga underarter finns listade i Catalogue of Life.